# Quận Madison, Tennessee
Quận Madison là một quận thuộc tiểu bang Tennessee, Hoa Kỳ.
Quận này được đặt tên theo. Theo điều tra dân số của Cục điều tra dân số Hoa Kỳ năm 2000, quận có dân số 91.837  người. Quận lỵ đóng ở Jackson6.

## Địa lý
Theo Cục điều tra dân số Hoa Kỳ, quận có diện tích 1447 km2, trong đó có 4 km2 là diện tích mặt nước.

### Quận giáp ranh
- Quận Gibson (bắc)
- Quận Carroll (đông bắc)
- Quận Henderson (đông)
- Quận Chester (đông nam)
- Quận Hardeman (nam)
- Quận Haywood (tây)
- Quận Crockett (tây bắc)